# Per Gratte
Per Ola Torsten Gratte, född 9 december 1940 i Nybro församling, Kalmar län, är en svensk jurist. Han är kusin till journalisten Anders Gratte.
Per Gratte har bedrivit studier och praktik i såväl England som Frankrike och innehar Per Gratte Advokatbyrå AB i Stockholm. Han är offentlig försvarare och målsägandebiträde i brottmål men arbetar också med svenska och internationella faderskapsutredningar och arvstvister.
I den uppmärksammade tvisten om miljardarvet efter finansmannen och medieägaren Jan Stenbeck som avled 2002 var Per Gratte advokat för den tidigare okände sonen. Han lyckades övertyga Högsta Domstolen om att tvisten skulle avgöras i Sverige.
Han är sedan 1985 gift med sin tredje hustru violinisten Evabritt Gratte (född 1949).